# Onosma multiramosum
Onosma multiramosum är en strävbladig växtart som beskrevs av Handel-mazzetti. Onosma multiramosum ingår i släktet Onosma och familjen strävbladiga växter. Inga underarter finns listade i Catalogue of Life.